# (12874) Poisson
(12874) Poisson est un astéroïde de la ceinture principale.

## Description
(12874) Poisson est un astéroïde de la ceinture principale. Il fut découvert par Paul G. Comba le 19 août 1998 à Prescott. Il présente une orbite caractérisée par un demi-grand axe de 2,84 UA, une excentricité de 0,063 et une inclinaison de 1,75° par rapport à l'écliptique.
Il fut nommé en hommage à Siméon-Denis Poisson (1781-1840), mathématicien français prolifique.

## Compléments